# Джерена-Ривера, Антония
Антония Джерена Ривера (англ. Antonia Gerena Rivera; 19 мая 1900 — 2 июня 2015) — пуэрто-рикано — американская долгожительница, которая на момент своей смерти в возрасте 115 лет и 14 дней, была шестым старейшим ныне живущим человеком в мире и третьим старейшим ныне живущим американцем после Джераллин Телли и Сюзанны Мушатт-Джонс. Ривера является старейшей полностью верифицированной женщиной и вторым старейшим полностью верифицированным человеком, который родился в Пуэрто-Рико и самым старым человеком в истории штата Флорида.

## Биография
Антония Джерена Ривера родилась 19 мая 1900 года в городе Лоиза, Пуэрто-Рико в семье Хосе Феликса Джерени и Базилии Риверы. Выросла Антония в Баррио Кубуй, Рио-Гранде. Она происходит из семьи долгожителей канарского происхождения. Её брат Фрэнк прожил 105 лет, а её сестра Мария 103 года. Она вышла замуж в 15 лет, а в 16 родила своего первого ребёнка. Всего у неё было 8 детей. Только двое из них (Кармен и Фе), а также 27 внуков пережили Антонию.
Муж Антонии участвовал в Первой мировой войне, в это время Антония вынужденно воспитывала своих детей одна. После войны работала учительницей в школе. Овдовела в 1943 году. В 1980-х годах она переехала во Флориду. В её семье говорили, что причиной её долголетия являются гены и регулярное употребление бренди. Семья описывала Антонию как «сильную и работящую женщину».
Антония Герена Ривера удерживает титул самой старой женщины и второго старейшего человека в истории Пуэрто-Рико после Эмилиано Меркадо дель Торо. Также она является самым старым человеком в истории штата Флорида, забрав титул у Мэтью Бирда.
Умерла 2 июня 2015 года в возрасте 115 лет и 14 дней в Майами, Флорида, США, будучи шестым самым старым ныне живущим человеком в мире и третьей в США.